# Cuora yunnanensis
Cuora yunnanensis is een schildpad uit de familie Geoemydidae. De soort werd voor het eerst wetenschappelijk beschreven door George Albert Boulenger in 1906. Oorspronkelijk werd de wetenschappelijke naam Cyclemys yunnanensis gebruikt.

## Beschrijving
Het rugschild wordt met een lengte van maximaal 14 centimeter niet erg groot en is vrij plat qua vorm. De kleur van zowel het buik- als rugschild is bruin tot olijfkleurig, met donkere vlekken op de buikzijde. Soms is op iedere buikplaat een grote oranjebruine vlek aanwezig. De kop heeft dezelfde kleur als het schild en heeft een gele streep van het oog tot in de nek en een streep van de mondhoek tot in de nek. De kin en keel zijn oranje tot geel met olijfkleurige vlekjes. De snuitpunt is spits, de bovenkaak heeft geen snavelvorm zoals bij gelijkende soorten. Mannetjes zijn van vrouwtjes te onderscheiden door een langere en dikkere staart en een buiten het schild uitstekende cloaca.

## Algemeen
Cuora yunnanensis is endemisch in China en is alleen bekend van de provincie Yunnan waar de soort is aangetroffen tot boven een hoogte van 1800 meter boven zeeniveau. Omdat de schildpad sinds 1910 niet meer was waargenomen, werd vermoed dat de soort was uitgestorven. In landen als China worden schildpadden verwerkt in verschillende gerechten en worden schildpadden op grote schaal gevangen voor consumptie. In musea zijn nog 12 geconserveerde exemplaren van de schildpad bewaard gebleven.

## Herontdekking en bevestiging
In 2004 werd een vrouwelijke schildpad van deze soort aangetroffen, gekocht op een markt in Yunnan, gelegen in China. In 2005 werd een mannetje van deze soort aangetroffen. Vervolgens werd in 2007 nog een levend vrouwtje gevonden door Chinese geleerden. Aangezien deze schildpadden zeer op het oude museumexemplaar leken van de Cuora yunnanensis dachten wetenschappers dat het om dezelfde soort zou gaan. Uit DNA-testen bleek hun gelijk. Met 3 schildpadden en een zeer kleine kans op meer, is deze soort nog steeds in zeer groot gevaar. Daardoor heeft IUCN de status veranderd van "uitgestorven" naar "kritiek".